# Zavala, Jelsa
Zavala je manjše naselje s pristaniščem na otoku Hvaru (Hrvaška), ki upravno spada pod občino Jelsa, ta pa pod Splitsko-dalmatinsko županijo.
Zavala leži na južni obali Hvara, nasproti otoka Šćedro. Kraj je z Jelso povezan z lokalno cesto, ki teče skozi več kot 1 km dolg in zelo ozek predor v katerem je več izogibališč, ki omogočajo srečevanje vozil.
Zavala je manjše turistično naselje sestavljeno iz starejšega dela, ki leži odmaknjeno od obale in noveješega, obalnega dela, ki se razprostira proti rtu Križ. V novejšem delu naselja je v zalivu tudi manjši pristan z okoli 30 m dolgim pomolom. Na nasprotni strani zaliva stoji krajši valobran. Med pomolom in valobranom pa se razprostira plaža.

## Demografija
| Pregled števila prebivalcev po letih | Pregled števila prebivalcev po letih | Pregled števila prebivalcev po letih | Pregled števila prebivalcev po letih | Pregled števila prebivalcev po letih | Pregled števila prebivalcev po letih | Pregled števila prebivalcev po letih | Pregled števila prebivalcev po letih | Pregled števila prebivalcev po letih | Pregled števila prebivalcev po letih | Pregled števila prebivalcev po letih | Pregled števila prebivalcev po letih | Pregled števila prebivalcev po letih | Pregled števila prebivalcev po letih | Pregled števila prebivalcev po letih |
| ------------------------------------ | ------------------------------------ | ------------------------------------ | ------------------------------------ | ------------------------------------ | ------------------------------------ | ------------------------------------ | ------------------------------------ | ------------------------------------ | ------------------------------------ | ------------------------------------ | ------------------------------------ | ------------------------------------ | ------------------------------------ | ------------------------------------ |
| 1857                                 | 1869                                 | 1880                                 | 1890                                 | 1900                                 | 1910                                 | 1921                                 | 1931                                 | 1948                                 | 1953                                 | 1961                                 | 1971                                 | 1981                                 | 1991                                 | 2001                                 |
| 0                                    | 0                                    | 97                                   | 123                                  | 132                                  | 185                                  | 0                                    | 0                                    | 41                                   | 137                                  | 132                                  | 95                                   | 100                                  | 110                                  | 144                                  |